# Käkmalar
Käkmalar eller käkfjärilar (Micropterigidae) är en liten familj i insektsordningen fjärilar. De tillhör de mest primitiva fjärilarna och har många drag gemensamma med nattsländor.

## Kännetecken
Käkmalar har ett vingspann på mellan 6 och 11 millimeter. Framvingarna är purpurfärgade eller bronsfärgade med metallglans. De har hårliknande utstående fjäll på huvudet och till skillnad från alla andra fjärilar så har de käkar istället för sugsnabel. Framvingarna och bakvingarna har ett likartat ribbmönster vilket är ett primitivt drag som de har gemensamt med till exempel purpurmalarna. 
Larverna är breda och platta med 8 par spetsiga bukfötter. Kroppen är täckt med kraftiga borst och huvudet har två antenner. De påminner snarare om skorpionsländornas larver än om andra fjärilslarver. 

## Levnadssätt
Käkmalarna är dagaktiva och kan ses på våren eller försommaren på blommor där de äter pollen. De är knutna till fuktiga miljöer där larverna lever på levermossor, svamphyfer eller på döda växtdelar i förnan. 

## Systematik
Käkmalarna är de mest ursprungliga fjärilarna och uppvisar många drag som påminner om nattsländorna. Ibland placeras de i en egen ordning men oftast betraktas de som en underordning till fjärilarna med namnet Zeugloptera. Denna underordning har endast en överfamilj Micropterigoidea och inga andra familjer än käkmalarna. 
Familjen har cirka 120 kända arter. I Sverige har 5 arter påträffats.
Släkten enligt Catalogue of Life:
- Agrionympha
- Epimartyria
- Hypomartyria
- Micropardalis
- Micropterix
- Neomicropteryx
- Palaeomicroides
- Paramartyria
- Parasabatinca
- Sabatinca
- Squamicornia
- Undopterix